# Risotto con le rane
Il risotto con le rane è un primo piatto diffuso in varie zone dell'Italia settentrionale a base di cosce di rana fatte soffriggere e riso bagnato con vino, brandy e un brodo preparato utilizzando il corpo degli anuri. Esistono alcune ricette, fra cui una della delegazione di Bologna San Luca dell'Accademia italiana della cucina, che prevedono l'utilizzo di ogni parte edibile dell'animale e non solo delle zampe posteriori.

## Storia
Il risotto con le rane è un piatto di umili origini, nato nelle aree del Nord Italia occupate dalle risaie, che erano popolate da tali anfibi. Le rane costituivano per i poveri un alimento di primaria importanza grazie al loro alto tasso proteico, e venivano cacciate fra marzo e ottobre e consumate fritte, in guazzetto o in umido durante le ricorrenze religiose quando non era possibile mangiare carne. Oggi il risotto con le rane è un alimento sempre più raro ed è considerato una prelibatezza culinaria.